# Zuid-Sikkim
Zuid-Sikkim is een district van de Indiase staat Sikkim. Het district telt 131.506 inwoners (2001) en heeft een oppervlakte van 750 km².

Locatie van Sikkim
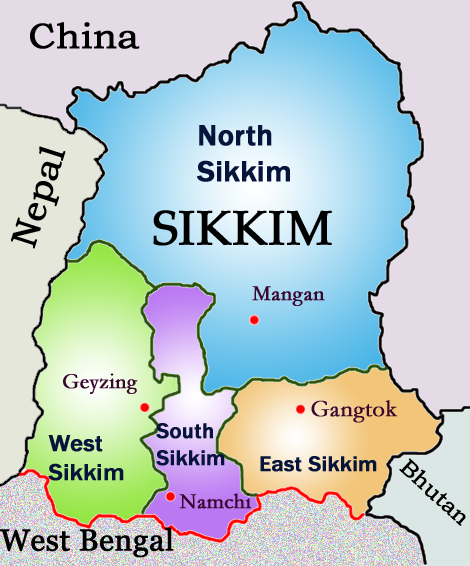
Districten van Sikkim
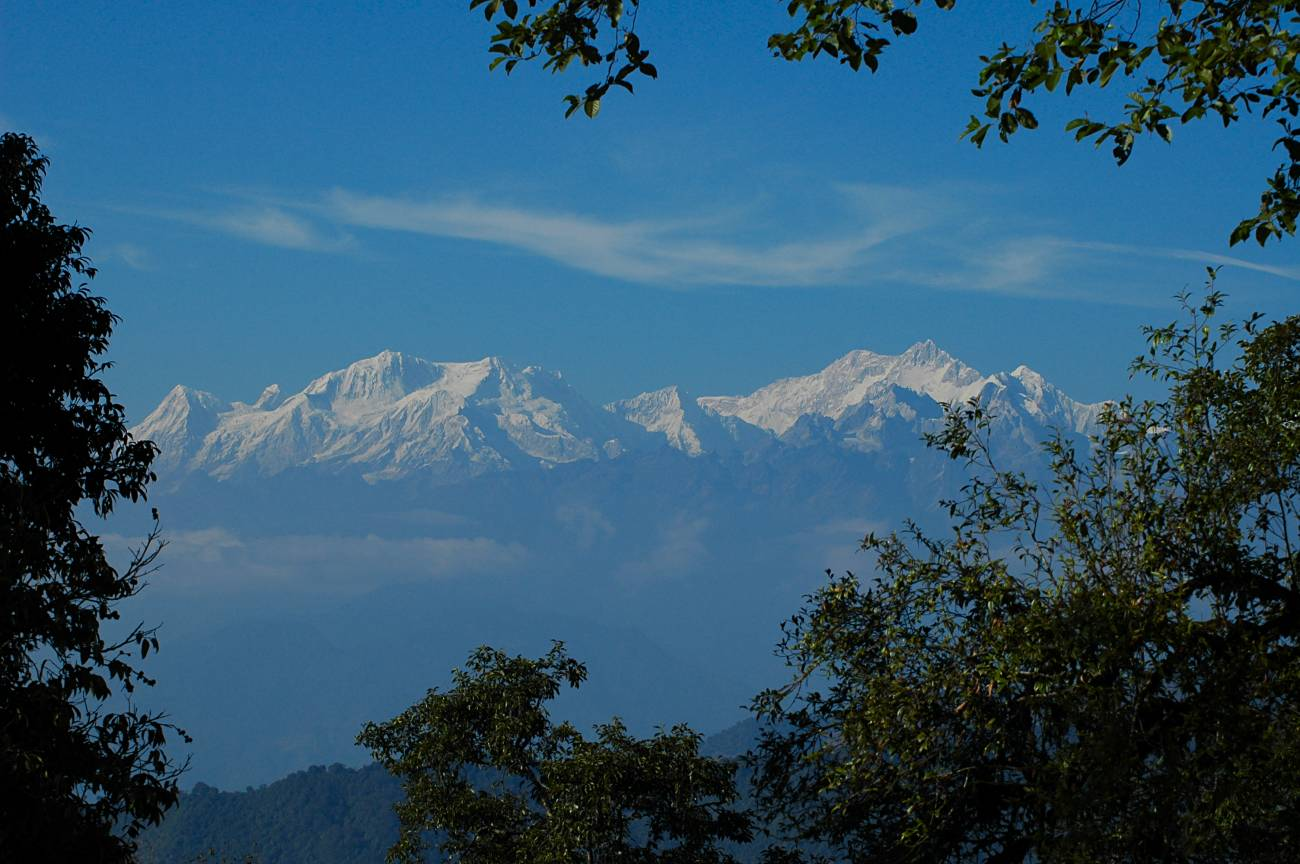
Gebergte in Sikkim
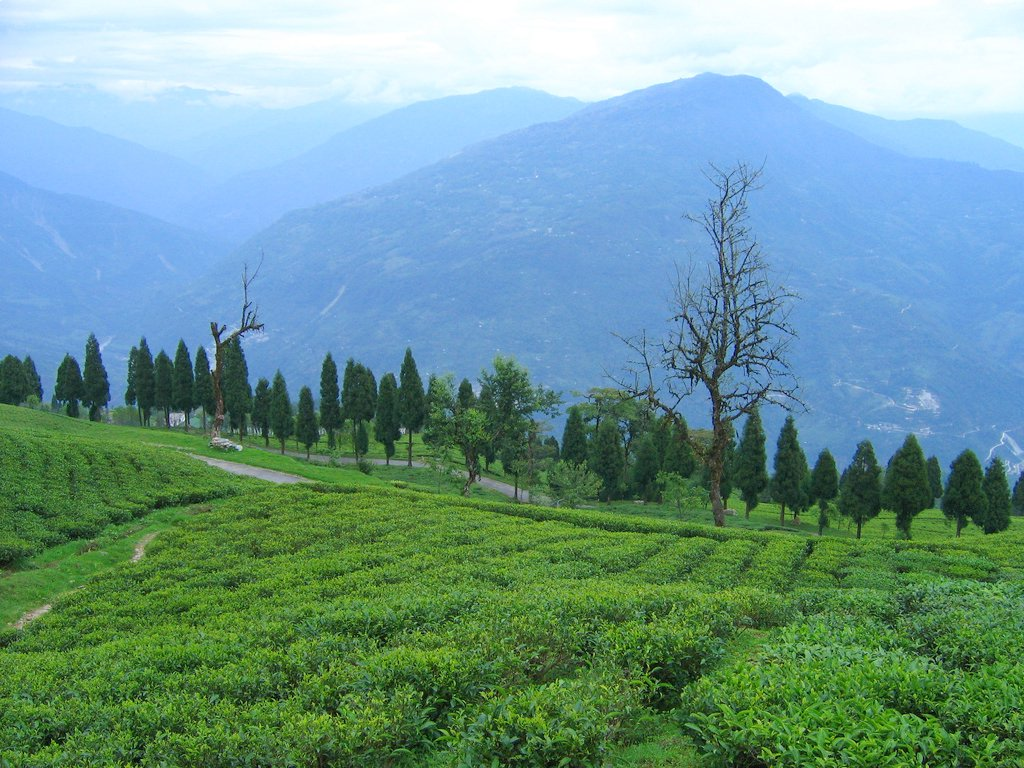
Thee-veld
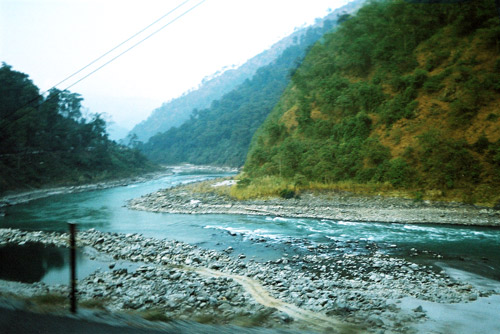
Rivier Teesta

## Bezienswaardigheid
- Boeddhapark van Ravangla

Grootste steden: Gangtok (hoofdstad) · Jorethang · Singtam · Rangpo · Upper Tadong
Districten: Noord-Sikkim · Oost-Sikkim · West-Sikkim · Zuid-Sikkim
Zie ook: Vlag van Sikkim · Koninkrijk Sikkim